# The Boswell Sisters
The Boswell Sisters, bylo americké jazzové vokální trio. Projevovalo se komplikovanými harmoniemi a rytmickými experimenty. Ovlivnily také vokální umělce takové jako Ella Fitzgerald a The Andrews Sisters. Trio tvořily sestry:
- Martha (9. června 1905 Kansas City, Missouri – 2. července 1958 Peekskill, New York)
- Connee, původní jméno Connie (3. prosince 1907 New Orleans, Louisiana – 11. října 1976 New York)
- Helvetia, také nazývaná Vet (20. května 1909 Birmingham, Alabama – 12. listopadu 1988 Peekskill, New York)

Martha hrála na piano, Connee na čelo, saxofon a trombon a Helvetia na housle, kytaru a bendžo.

## Singlové hity
1931
When I Take My Sugar to Tea  	6
Roll On, Mississippi, Roll On  	7
I Found a Million Dollar Baby  	3
It's the Girl  	9
(With You on My Mind I Find) I Can't Write the Words  	20
Gems from George White's Scandals  	3
An Evening in Caroline  	12
1932
Was That the Human Thing to Do?  	7
Stop the Sun, Stop the Moon (My Man's Gone)  	14
Between the Devil and the Deep Blue Sea  	13
1934
Coffee in the Morning (Kisses in the Night)  	13
You Oughta Be in Pictures (My Star of Stars)  	17
Rock and Roll  	7
1935
The Object of My Affection  	1
Dinah  	3
Alexander's Ragtime Band  	9
St. Louis Blues  	15
Cheek to Cheek  	10
1936
I'm Gonna Sit Right Down and Write Myself a Letter  	3
1938
Alexander's Ragtime Band (reedice)  	4

## Filmografie
- 1932 Sleepy Time Down South (krátký) Zpěvačky.
- 1932 The Big Broadcast. Boswell Sisters.
- 1932 Rambling 'Round Radio Row #1 (krátký)
- 1933 Meet the Baron. Malé role (neoznačené)
- 1933 Boswell Sisters (krátký) Boswell Sisters.
- 1934 Moulin Rouge. The Boswell Sisters.
- 1934 Transatlantic Merry-Go-Round. The Boswell Sisters.